# Main Street Historic District (Roslyn, New York)

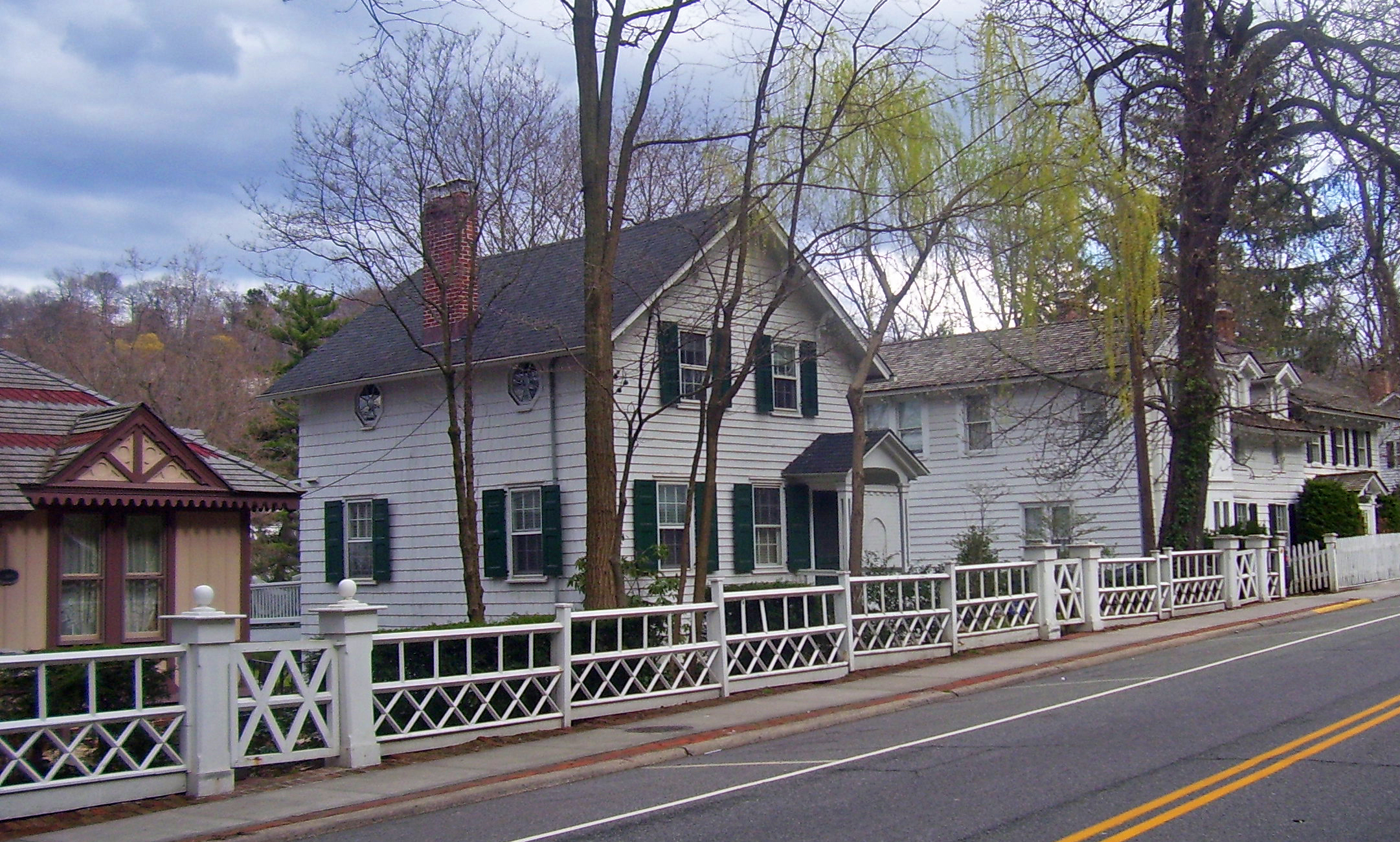
Häuser an der Main Street in Roslyn, New York (2008).

Der Main Street Historic District ist eines von zwei solchen Denkmalschutzgebieten in Roslyn und zieht sich an der Hauptstraße der Village zwischen dem North Hempstead Turnpike (New York State Route 25A) und East Broadway hin, wobei die Tower Street und Teile der Glen Avenue und der Paper Mill Road eingeschlossen sind.
Es handelt sich überwiegend um ein Wohngebiet mit einigen geschäftlich genutzten Gebäuden am nördlichen Ende. Die 50 Bauwerke darin, zumeist Häuser, entstanden großteils im 19. Jahrhundert vor dem Amerikanischen Bürgerkrieg im Federal Style und Greek Revival. Die Main Street hat sich trotz des starken Wachstums der umliegenden Gebiete im Nassau County wenig verändert. Der 16 Hektar große Main Street Historic District wurde in den frühen 1970er Jahren geschaffen und 1974 in das National Register of Historic Places eingetragen.

## Geographie
Das Gebiet an der Main Street grenzt im Osten an den Roslyn Pond und wird im Westen von einem steilen Hang begrenzt. Mit Ausnahme des Old Northern Boulevards, der die Straße zwischen North Hempstead und East Broadway kreuzt, gibt es keine durchgehenden Seitenstraßen. Diese geographische Besonderheit ist ein Grund, warum das Denkmalschutzgebiet seinen historischen Charakter bewahren konnte.
Zu Beginn des 20. Jahrhunderts wurde ein Teil des Landes um den Teich im Rahmen eines Programmes gegen die Malaria in einen Park umgewandelt. Dort steht ein Nachbau der ursprünglichen Papiermühle.

## Geschichte
Das heutige Roslyn wurde erstmals in der Mitte des 17. Jahrhunderts als Hempstead Harbor besiedelt und diente Hempstead und einigen weiteren Gemeinden weiter südlich als Hafen. Die heutige Main Street befindet sich dort, wo einst diese Siedlung entstand. Das älteste Objekt im Denkmalschutzgebiet ist ein Teil des Van Nostrand-Starkins-Hauses aus dem Jahr 1680.
Die erste Getreidemühle wurde um 1700 gebaut und in den 1750er Jahren von Hendrick Onderdonk übernommen, der 1773 eine Papiermühle und damit den ersten verarbeitenden Betrieb der Ortschaft eröffnete. Um diese Zeit entstand an der Main Street das erste noch vorhandene Haus, 150 Main Street, das durch Wilson Williams, einen für Overdonk arbeitenden Küfer gebaut wurde. George Washington hielt sich 1790 hier auf und erwähnt die beiden Mühlen in seinem Tagebuch.
Im 19. Jahrhundert hat sich die Zahl der Häuser an der Main Street vervierfacht. Die meisten davon wurden von ortsansässigen Bauherren und Kaufleuten errichtet, nur das Haus von John Hendrickson, 110 Main Street, war ein Landsitz in der Art, wie sie sich sonst am Nordufer von Long Island findet.
Die Straße behielt im 20. Jahrhundert den Charakter eines überwiegend zu Wohnzwecken genutzten Gebietes und Ende der 1960er Jahre setzte sich die Roslyn Landmark Society dafür ein, die historischen Gebäude zu schützen und zu erhalten. Der Roslyn Village Historic District, der 1987 in das Register eingetragen wurde, macht vom Main Street Historic District als Bestandteil Gebrauch.

## Bedeutende beitragende Objekte

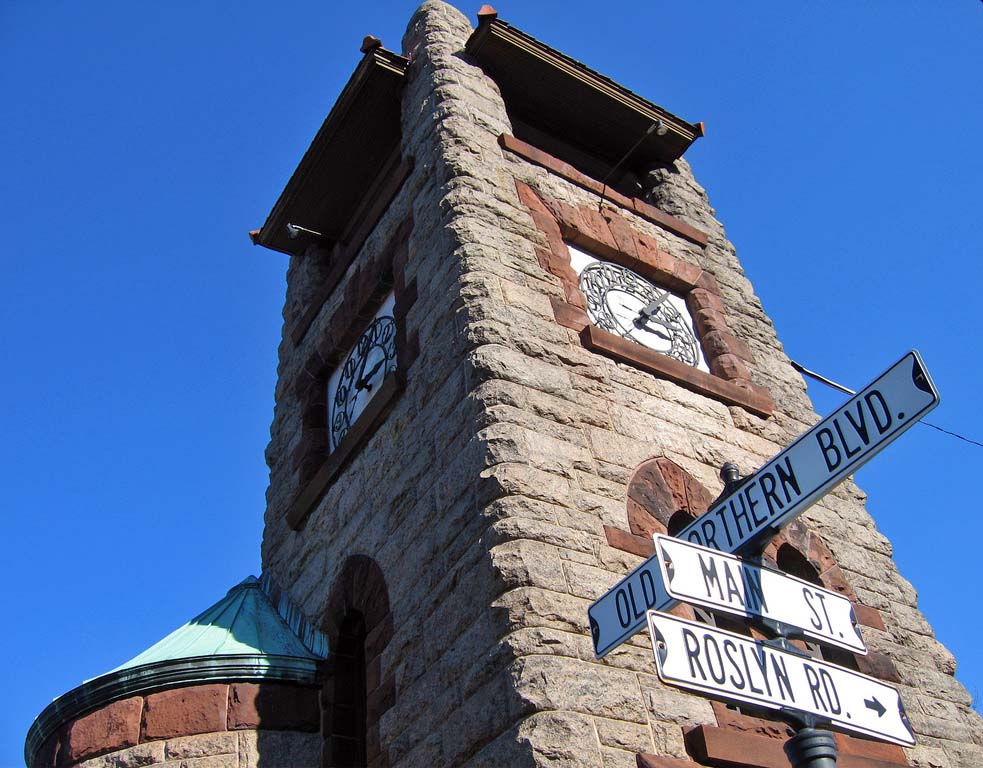
Uhrturm an der Kreuzung von Main Street und Old Northern Boulevard

Einige der zum historischen Distrikt beitragenden Objekte mit eigenständiger Bedeutung sind:
- Der Ellen J. Ward Memorial Clock Tower, 1895 an der Kreuzung von Main Street und Old Northern Boulevard errichtet, wurde mit den Werksteinen aus Granit und Kalkstein zu Roslyns am deutlichsten sichtbaren Landmarke. Der Turm wurde durch die New Yorker Firma Lamb & Rich gebaut und das Uhrwerk stammt aus der Uhrenfertigung von Seth Thomas.
- Der William G. Valentine Store ist eines von Roslyns seltenen Häusern aus Backsteinen von der Mitte des 19. Jahrhunderts. Angeblich kaufte Valentine die Ziegelstein während der Wirtschaftskrise, die dem Bürgerkrieg vorausging, zu einem sehr niedrigen Preis und baute seinen Laden und die beiden Nachbargebäude, 19, 21 und 23 Main Street.
- Obidian W. Valentine House, 105 Main Street, ist ein schindelverkleidetes Gebäude, das im Stil des Klassizismus zwischen 1833 und 1836 entstand. Es erscheint höher, als es mit eineinhalb Stockwerken tatsächlich ist, weil ein wenig in den Hang auf der Westseite der Straße hineingebaut ist. Spätere Gebäude in der Nähe übernahmen das Design des Hauses.
- Warren Wilkey House, 190 Main Street, wurde um 1865 für einen wohlhabenden New Yorker Geschäftsmann errichtet. Dieses Holzrahmenhaus ist ungewöhnlich groß und schnörkelhaft für die Verhältnisse an der Main Street Roslyns. Es hat zweieinhalb Stockwerke und ein Mansarddach sowie einen hervorgehobenen Belvedere und wurde 1925 in ein Wohnhaus mit drei Eigentumswohnungen umgewandelt.
- Van Nostrand-Starkins House, 221 Main Street ist ein eineinhalbstöckiges Gebäude, dessen Bau 1680 begonnen wurde. Es ist das älteste Gebäude Roslyns und wurde 1795 durch den Schmied Joseph Starkins erworben. Ein späterer Anbau wurde entfernt und die Roslyn Landmark Society hat den Zustand von 1810 wiederhergestellt.[2] Das Haus wird heute als Museum genutzt.[3]

## Maßnahmen zur Erhaltung
Roslyn hat in seine Satzung Regelungen aufgenommen, mit denen die Gebäude in beiden zur Ortschaft gehörenden historischen Bezirken geschützt werden. Jegliche Veränderungen oder Abrisse müssen durch ein sechsköpfiges Gremium genehmigt werden. Die Roslyn Landmark Society verfügt für einige Objekte über Baubeschränkungen.